# 任良
任良（1504年—？年），字康孟，號後野，四川順慶府南充縣人，軍籍，明朝政治人物。

## 生平
四川鄉試第二十五名舉人，嘉靖十七年（1538年）戊戌科會試第一百七十八名，第三甲第十三名進士。授鳳陽府推官，壓抑豪強奸佞，二十一年五月陞任南京浙江道试御史，巡按兩京，秉公執法，後分巡湖廣荊襄道按察僉事，陞任廣西蒼梧道布政司左參議，多善政，崇祀廣西名宦祠，墓在南充縣南耀目壩松林口。

## 家族
曾祖任弘（成化十四年進士），布政使司左布政使；祖任傚；父任纉，知縣；母羅氏。具慶下。弟直；台；文。子任悊（萬曆十一年進士）。